# Тарніца (Бакеу)
Тарніца (рум. Tarnița) — село у повіті Бакеу в Румунії. Входить до складу комуни Ончешть.
Село розташоване на відстані 248 км на північ від Бухареста, 25 км на схід від Бакеу, 74 км на південь від Ясс, 136 км на північний захід від Галаца.

## Населення
За даними перепису населення 2002 року у селі проживала 601 особа, усі — румуни. Усі жителі села рідною мовою назвали румунську.